# Motorfartyg

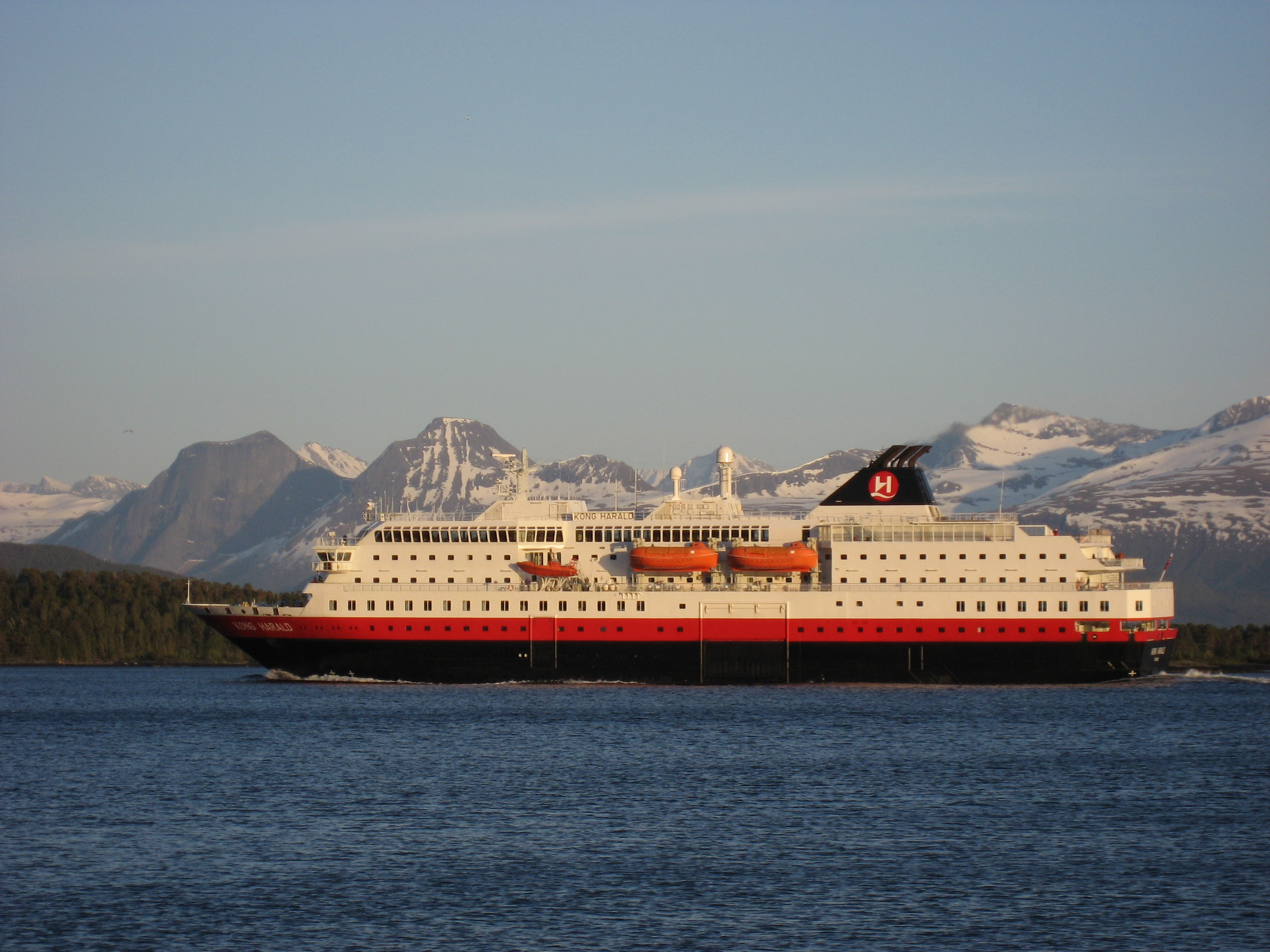
Hurtigrutsfartyget M/S Kong Harald (1993) är ett motorfartyg.

Ett motorfartyg eller motorskepp har en eller flera dieselmotorer som driver fartyget framåt. Dieselmotorn driver en propelleraxel som driver propellern. 
Det finns två slags motormodeller som brukar sitta i ett fartyg. Trunkmotor eller en tvärstycksmotor. Trunkmotorn är en 2 eller 4-taktsmaskin och tvärstycksmotorn är en 2-taktsmaskin. Trunkmotorerna är mycket mindre i storlek än tvärstycksmaskinerna. Detta innebär att ett fartyg som har trunkmotorer i stället för tvärstycksmaskiner kan ha fler maskiner som drivkälla. Fartyg som har tvärstycksmaskiner har ofta endast en maskin.
M/S, m.s., M.S. eller MS, är en förkortning för engelskans Motor Ship ("motorfartyg") och placeras före en motorbåts namn, till exempel M/S Engelbrekt. Även det svenskspråkiga M/F ("motorfartyg") är vanligt. Handelsfartyg bär ofta beteckningen M/V eller MV vilket är en förkortning för engelskans "Motor Vessel".
Ibland på engelska står bokstaven "M" i "M/S" för "Machine".
Motsvarande beteckning för ångfartyg är S/S, vilket uttyds Steam Ship. Kabelfartyg kan i sin tur ha beteckningen C/S.
Det var först med dieselmotorernas introduktion inom sjöfarten, varav den första byggdes 1897 som man kunde framställa tillräcklig kraft för att driva större motorbåtar. De första svenska fartygen var Rapp och Snapp, byggda vid Oscarshamns Verkstad 1908 och utrustade med reversibla motorer från AB Diesels Motorer. Fartygen hade 300 tons lastförmåga och en motor på 120 hästkrafter. 1912 kan ses som de moderna motorfartygens genombrott. Mest känd bland motorfartygen från detta år var M/S Selandia, byggd för Det Östasiatiske Compagnie i Köpenhamn vid Burmeister & Wains varv, med en kapacitet för 7 400 tons last, deplacement på 10 200 ton och driven av 2 stycke 4-takts enkelverkande 8-cylindriga dieselmotorer om vardera 1 500 hästkrafter.
Förkortningen M/S står ofta för motorskepp (motorfartyg). Det kan dock även syfta på motorseglare (även känd som segelmotorskepp och motorsegelskepp), en båt som både har motor och segel. Ett exempel på ett sådant fartyg är M/S Kinnekulle.